# Nesticus holsingeri
Espèce
Nesticus holsingeri est une espèce d'araignées aranéomorphes de la famille des Nesticidae.

## Distribution
Cette espèce est endémique de Virginie aux États-Unis,. Elle se rencontre dans les comtés de Scott, de Russell, de Washington et de Wise.

## Description
Le mâle holotype mesure 3,25 mm et la femelle paratype 4,5 mm.
Les yeux sont réduits dans certaines populations.

## Systématique et taxinomie
Cette espèce a été décrite par Gertsch en 1984.

## Étymologie
Cette espèce est nommée en l'honneur de John R. Holsinger.

## Publication originale
- Gertsch, 1984 : « The spider family Nesticidae (Araneae) in North America, Central America, and the West Indies. » Bulletin of the Texas Memorial Museum, vol. 31, p. 1-91 (texte intégral).